# Limnophyes brachyarthra
Limnophyes brachyarthra är en tvåvingeart som först beskrevs av Edwards 1931.  Limnophyes brachyarthra ingår i släktet Limnophyes och familjen fjädermyggor. Inga underarter finns listade i Catalogue of Life.